# Velîkîi Lis, Lîpova Dolîna
Velîkîi Lis (în ucraineană Великий Ліс) este un sat în comuna Koleadîneț din raionul Lîpova Dolîna, regiunea Sumî, Ucraina.

## Demografie
Componența lingvistică a localității Velîkîi Lis
     Ucraineană (96,05%)
     Rusă (3,95%)
Conform recensământului din 2001, majoritatea populației localității Velîkîi Lis era vorbitoare de ucraineană (96,05%), existând în minoritate și vorbitori de rusă (3,95%).